# Eleanor de Clare
Eleanor de Clare, född 1292, död 30 juni 1337 var Gilbert de Clare och Joan av Acres äldsta dotter. Tillsammans med systrarna  Elizabeth de Clare och Margaret de Clare, ärvde hon faderns egendomar efter broderns död. 
Hon föddes i Caerphilly, Glamorgan, och gifte sig i Westminster Abbey, kort efter 14 juli, med Hugh Despenser den yngre, de fick tio barn.
Elenors make blev hennes morbror kungens nye gunstling. Han tyckte mycket om Hugh och de fick många gåvor. En utländsk krönikör menade att Edvard var inblandad i en ménage à trois med systerdottern och hennes make. 
Eleanors tillvaro förändrades drastiskt vid drottning Isabellas och Roger Mortimers invasion. Hennes make avrättades och hon blev inspärrad 1326. Hon satt i Towern och Devizes Castle tills hon skrev över sin del av det lukrativa Clare-arvet på Roger Mortimer. Hon anklagades för att stjäla tillbaka många av Despensers konfiskerade saker från Towern. 1328 fick hon tillbaka sin mark.
Eleanor rövades bort från Hanley Castle i januari 1329 av William de la Zouche. John Grey hade kontrakt på att gifta sig med Eleanor. Han gjorde åter anspråk på henne 1333. Hon spärrades åter in, och fick böter för att ha gift sig utan kunglig tillåtelse. Hon fick dock snart sina landområden åter och kunde förenas med den nye maken, men de betalade aldrig böterna. Eleanor och William fick ett barn:
1. William de la Zouche, född 1330, dog efter 1360, munk vid Glastonbury Abbey.

Eleanor dog i Tewkesbury, Gloucestershire, England.